# Guillaume Billet
Guillaume Antoine Billet (* 24. Juli 1982 in Saint-Michel d’Entraygues, Département Charente) ist ein französischer Wirbeltierpaläontologe. Sein Forschungsschwerpunkt gilt der Evolutionsmorphologie der Plazentatiere, mit Schwerpunkt auf fossile südamerikanischen Taxa.

## Leben
Billet schloss im Jahr 2000 das Lycée Elie Vinet in Barbezieux-Saint-Hilaire mit dem Bakkalaureat ab. Im selben Jahr schrieb er sich an der Universität Poitiers ein, wo er im Jahr 2003 seinen Bachelorabschluss und im Jahr 2004 seinen ersten Masterabschluss in Geowissenschaften und Paläontologie erwarb. 2005 graduierte er zum Master 2 in Systematik, Evolution und Paläontologie an der Universität Pierre und Marie Curie. Ab 2005 absolvierte er sein Doktoratsstudium in Paläontologie am Muséum national d’histoire naturelle, wo er 2008 unter der Leitung von Christian de Muizon mit der Dissertation La faune de notongulés (Mammalia) de l’Oligocène supérieur de Salla (Bolivie): phylogénie et affinités d’un groupe d’ongulés endémiques du Tertiaire d’Amérique du Sud promoviert wurde.
Von 2005 bis 2008 war er Lehrbeauftragter für Geologie, publizierte populärwissenschaftliche Schriften und leitete Führungen durch den Jardin des Plantes und die Galerie de l’Évolution am Muséum national d’histoire naturelle. Von 2008 bis 2009 war er als Attaché Temporaire d’Enseignement et de Recherche (ATER, Lehrbeauftragter und Forscher auf Zeit) im Fachbereich Paläontologie tätig. In diesem Rahmen hielt er Vorlesungen, Seminare und praktische Arbeiten auf Bachelor- und Masterniveau ab. Von März bis Juli 2010 war er Stipendiat der Alexander-von-Humboldt-Stiftung, wo er Deutschkurse am Goethe-Institut in Bonn-Bad Godesberg belegte.
Von Juli 2010 bis Juli 2012 absolvierte er seine Postdoc-Phase als Stipendiat der Alexander-von-Humboldt-Stiftung am Steinmann-Institut für Paläontologie der Universität Bonn, wo er mit dem deutschen Paläontologen Thomas Martin zusammenarbeitete. Von August 2012 bis November 2013 war er Postdoc-Forscher am Forschungszentrum für Paläodiversität und Paläoumwelt des Muséum national d’histoire naturelle Seit Ende 2013 ist er Assistenzprofessor sowie Kurator für fossile Säugetiere am Muséum national d’histoire naturelle.
Billets Forschung konzentriert sich auf die Verbesserung des Verständnisses der Muster morphologischer Evolution über geologische Zeiträume hinweg. Hierbei dienen die Diversifizierung ausgestorbener und rezenter südamerikanischer Säugetiere, insbesondere Cingulata und Notoungulata, als Modellorganismen. Die Untersuchungen verfolgen drei zentrale Ziele: Die Beschreibung und Analyse ungewöhnlicher morphologischer Variationen auf verschiedenen hierarchischen Ebenen, einschließlich ontogenetischer, interspezifischer und interindividueller Unterschiede, die Untersuchung möglicher Zusammenhänge zwischen diesen Mustern morphologischer Variation und funktionalen Merkmalen sowie die Identifizierung phylogenetischer Signale in morphologischen Daten sowie die Optimierung der Anwendung dieser Daten für phylogenetische Rekonstruktionen und die Klassifikation fossiler Taxa.
Im Jahr 2011 war Billet Teil eines Forschungsteams, das Schädelfragmente eines Gürteltiers untersuchte, die 30 Jahre zuvor aus Bolivien an das Muséum national d’histoire naturelle gesandt wurden. Der Fund stellt den ältesten bislang bekannten Nachweis eines Gürteltiers dar, das im Oberen Oligozän lebte. Das Tier erhielt den Namen Kuntinaru boliviensis.

## Erstbeschreibungen unter der Beteiligung von Guillaume Billet
- Brucemacfaddenia Hitz, Billet & Derryberry, 2008
- Federicoanaya Hitz, Billet & Derryberry, 2008
- Trachytherus alloxus Billet, de Muizon & Mamani Quispe, 2008
- Archaeohyrax suniensis Billet, Patterson & de Muizon, 2009
- Gaudeamus lavocati Coster, Benammi, Lazzari, Billet, Martin, Salem, Bilal, Chaimanee, Schuster, Valentin, Brunet & Jaeger, 2010
- Kuntinaru Billet, Hautier, de Muizon & Valentin, 2011
- Kuntinaru boliviensis Billet, Hautier, de Muizon & Valentin, 2011
- Cachiyacuy Antoine, Marivaux, Croft, Billet, Ganerod, Jaramillo, Martin, Orliac, Tejada, Altamirano, Duranthon, Fanjat, Rousse & Salas Gismondi, 2012
- Canaanimys Antoine, Marivaux, Croft, Billet, Ganerod, Jaramillo, Martin, Orliac, Tejada, Altamirano, Duranthon, Fanjat, Rousse & Salas Gismondi, 2012
- Trachytherus ramirezi Shockey, Billet & Salas Gismondi, 2016
- Dasypus guianensis Barthe, Feijó, de Thoisy, Catzeflis, Billet, Hautier & Delsuc, 2024